# (119069) 2001 KN77
(119069) 2001 KN77, também escrito como (119069) 2001 KN77, é um objeto transnetuniano que foi descoberto no dia 23 de maio de 2001 por Marc W. Buie. Ele é classificado como um plutino, pois, este objeto está em uma ressonância orbital de 02:03 com o planeta Netuno. O mesmo possui uma magnitude absoluta (H) de 7,1 e, tem cerca de 201 km de diâmetro.

## Órbita
A órbita de (119069) 2001 KN77 tem um semieixo maior de 39,07 UA e um período orbital de cerca de 244 anos. O seu periélio leva o mesmo a 29,643 UA do Sol e seu afélio a uma distância de 48,498 UA.